# Ormosia absaroka
Ormosia absaroka är en tvåvingeart som beskrevs av Alexander 1943. Ormosia absaroka ingår i släktet Ormosia och familjen småharkrankar. Inga underarter finns listade i Catalogue of Life.